# پلکهاوزن
پلکهاوزن (به آلمانی: Pleckhausen) یک شهر در آلمان است که در راینلاند-فالتس واقع شده‌است.

## خصوصیات
پلکهاوزن ۷۹۲ نفر جمعیت دارد.